# Pseudoromicia mbamminkom
Pseudoromicia mbamminkom — вид ссавців родини лиликових. Ендемік Камеруну. Описаний у 2023 році.

## Поширення
Вид відомий з єдиного зразка, зібраного на висоті 785 м на горі Мбам Мінком (частина Південно-Камерунського плато) у центральному регіоні Камеруну.

## Етимологія
Вид названий на честь типової місцевості, найбільшої вершини однойменного масиву Мбам Мінком, ізольованого гнейсового інзельбергського утворення, що височіє над навколишньою рівнинною лісовою матрицею.